# Ricardo Palma

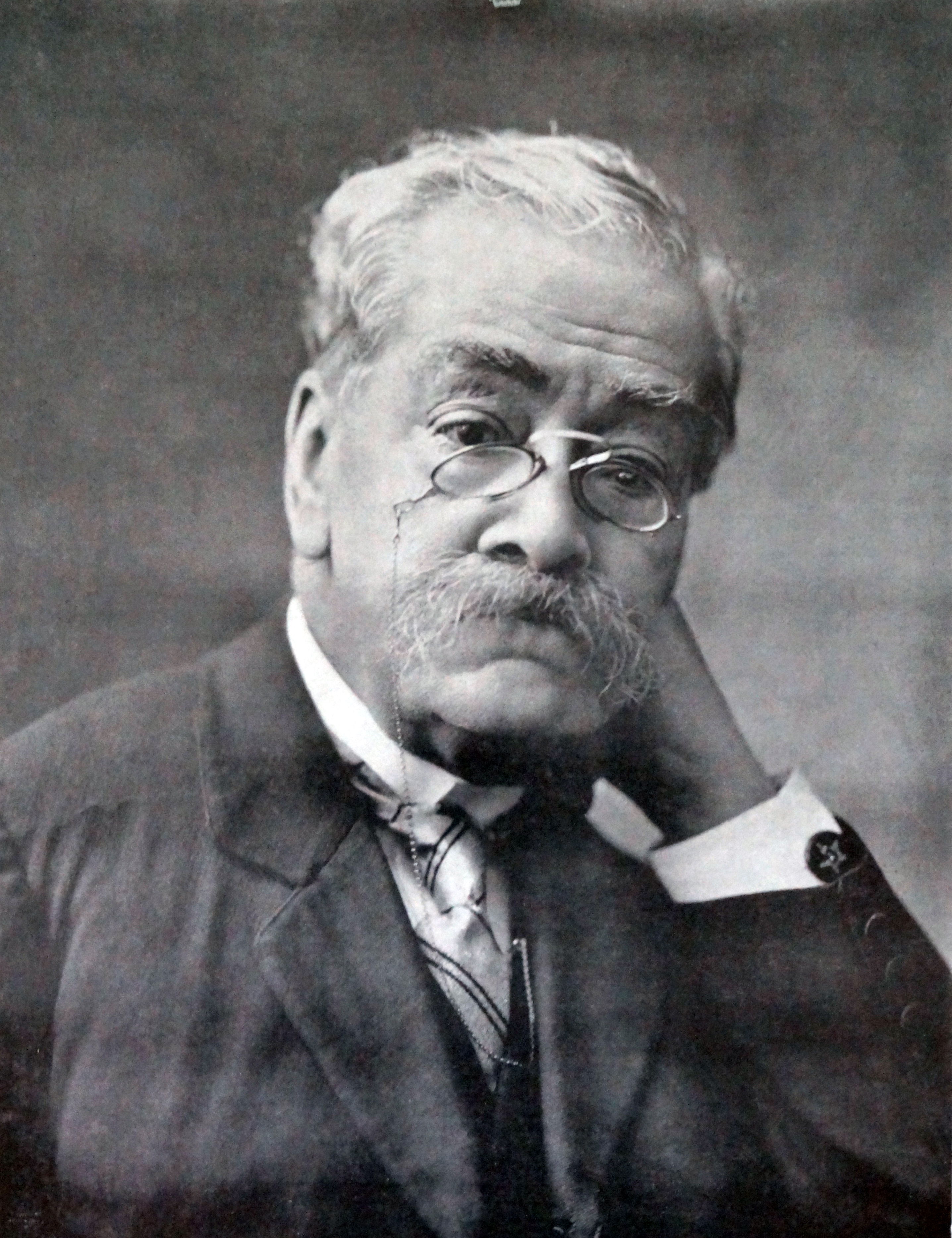
Ricardo Palma

Manuel Ricardo Palma Carrillo (Lima, 7 febbraio 1833 – Lima, 6 ottobre 1919) è stato uno scrittore peruviano.

## Biografia
Figlio di Pedro Palma Castañeda e Guillerma Carrillo, fu direttore della Biblioteca Nacional del Perú. Liberale, si rifugiò in Cile, per evitare persecuzioni politiche; indi viaggiò in Europa, rimpatriando solo nel 1876.

## Opere
La produzione di Ricardo Palma fu incentrata sulla narrativa. La sua fama è legata alle Tradizioni peruviane (1872-1918) e a varie poesie romantiche.